# Atletismo nos Jogos Pan-Americanos de 2023 - Revezamento 4x400 m masculino
A competição de revezamento 4x400 m masculino do atletismo nos Jogos Pan-Americanos de 2023 foi disputada em 4 de novembro no Parque Deportivo Estadio Nacional, em Santiago, no Chile. No total, competiram 32 atletas de 8 Comitês Olímpicos Nacionais (CON).

## Calendário
Horário local (UTC-4).
| Data          | Horário | Fase  |
| ------------- | ------- | ----- |
| 4 de novembro | 20:48   | Final |

## Medalhistas
|  | BRA Brasil                                             |  | MEX México                                                 |  | DOM República Dominicana                                |
|  | Lucas Carvalho Matheus Lima Douglas Mendes Lucas Vilar |  | Guillermo Campos Luis Aviles Edgar Ramírez Valente Mendoza |  | Ezequiel Suárez Robert King Ferdy Agramonte Yeral Nuñez |

## Recordes
Antes desta competição, os recordes mundiais e dos Jogos Pan-Americanos da prova eram os seguintes:
| Tipo                             | Atleta         | Tempo   | Local     | Data                 |
| -------------------------------- | -------------- | ------- | --------- | -------------------- |
|                                  | Estados Unidos | 2:54.29 | Stuttgart | 22 de agosto de 1993 |
| Recorde dos Jogos Pan-Americanos | Jamaica        | 2:57.97 | Winnipeg  | 30 de julho de 1999  |

## Resultados

### Final
Estes foram os resultados:
| Posição | Raia | Nacionalidade            | Atletas                                                               | Tempo   | Notas                |
| ------- | ---- | ------------------------ | --------------------------------------------------------------------- | ------- | -------------------- |
| 01 !    | 5    | BRA Brasil               | Lucas Carvalho, Matheus Lima, Douglas Mendes, Lucas Vilar             | 3:03.92 | Recorde da temporada |
| 02 !    | 8    | MEX México               | Guillermo Campos, Luis Aviles, Edgar Ramírez, Valente Mendoza         | 3:04.22 | Recorde da temporada |
| 03 !    | 6    | DOM República Dominicana | Ezequiel Suárez, Robert King, Ferdy Agramonte, Yeral Nuñez            | 3:05.98 |                      |
| 4       | 4    | VEN Venezuela            | Julio Rodríguez, Javier Gómez, Kelvis Padrino, José Maita             | 3:06.04 |                      |
| 5       | 7    | USA Estados Unidos       | Evan Miller, Derek Holdsworth, Christopher Royster, Richard Kuyendoll | 3:08.67 |                      |
| 6       | 2    | ECU Equador              | Francisco Tejeda, Anderson Marquínez, Lenin Sánchez, Alan Minda       | 3:09.33 |                      |
| 7       | 1    | CHI Chile                | Cristóbal Muñoz, Martín Kouyoumdjian, Sérgio Germain, Martín Zabala   | 3:12.40 |                      |
| 8       | 3    | ARG Argentina            | Pedro Emmert, Leandro Paris, Diego Lacamoire, Elián Larregina         | 3:15.69 |                      |

Legenda
| Recorde mundial                  | Recorde mundial (World record)               |                       | Recorde africano                      | Recorde africano (African) |                                           | Q | Classificado por posição (Qualified) |
| Recorde dos Jogos Pan-Americanos | Recorde pan-americano (Pan-American record)  | Recorde da América    | Recorde da América (Americas)         | q                          | Classificado por melhor tempo (Qualified) |   |                                      |
| Melhor marca do ano              | Melhor marca do ano (World leading)          | Recorde asiático      | Recorde asiático (Asian)              | DNS                        | Não largou (Did not start)                |   |                                      |
| Recorde nacional                 | Recorde nacional (National record)           | Recorde europeu       | Recorde europeu (European)            | DNF                        | Não terminou (Did not finish)             |   |                                      |
| Recorde pessoal                  | Recorde pessoal do atleta (Personal best)    | Recorde da Oceania    | Recorde da Oceania (Oceania)          | DSQ / DQ                   | Desclassificado (Disqualified)            |   |                                      |
| Recorde da temporada             | Recorde da temporada do atleta (Season best) | Recorde sul-americano | Recorde sul-americano (South America) | NM                         | Sem marca (No mark)                       |   |                                      |